# Mangere Island
Mangere Island är en ö i Cooköarna (Nya Zeeland). Den ligger i den norra delen av landet, intill ön Aitutaki.